# Aartsbisdom Bangui

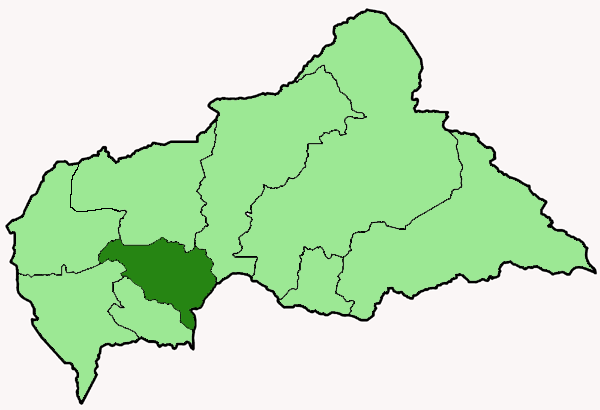
Het aartsbisdom Bangui binnen de Centraal-Afrikaanse Republiek

Het aartsbisdom Bangui (Latijn: Archidioecesis Banguensis) is een van de negen rooms-katholieke bisdommen van de Centraal-Afrikaanse kerkprovincie. Het aartsbisdom Bangui is het aartsbisdom waarover de aartsbisschop van Bangui geestelijk leiderschap heeft. De aartsbisschop van Bangui staat als metropoliet aan het hoofd van de Centraal-Afrikaanse kerkprovincie. Van 2009 tot 2012 was de zetel van het aartsbisdom sede vacante. In 2012 werd Monseigneur Dieudonné Nzapalainga geïnstalleerd. In 2016 werd hij verheven tot kardinaal.

## Geschiedenis
- 8 mei 1909: Opgericht als apostolische prefectuur Oubangui Chari als onderdeel van het apostolisch vicariaat Opper Frans Congo.
- 2 december 1937: Promotie tot apostolisch vicariaat Oubangui Chari
- 28 mei 1940: Hernoemd tot apostolisch vicariaat Bangui
- 14 september 1955: Promotie tot metropolitaan aartsbisdom Bangui

## Speciale kerken
De metropolitane kathedraal van het aartsbisdom Bangui is de Cathédrale Notre-Dame.

## Leiderschap
- Apostolisch prefect van Oubangui Chari
  - Pietro Cotel
  - Bisschop Marcel-Auguste-Marie Grandin 2 mei 1928 - 2 december 1937
- Apostolisch vicaris van Bangui 
  - Bisschop Marcel-Auguste-Marie Grandin 2 december 1937 - 4 augustus 1947
  - Aartsbisschop Joseph Cucherousset 9 april 1948 - 14 september 1955
- Metropolitaan aartsbisschop van Bangui
  - Aartsbisschop Joseph Cucherousset 14 september 1955 - 16 september 1970
  - Aartsbisschop Joachim N’Dayen 16 september 1970 - 26 juli 2003
  - Aartsbisschop Paulin Pomodimo 26 juli 2003 - 26 april 2009 (afgetreden)
  - Aartsbisschop Dieudonné Nzapalainga sinds 14 mei 2012

## Suffragane bisdommen
- Alindao
- Bambari
- Bangassou
- Berbérati
- Bossangoa
- Bouar
- Kaga-Bandoro
- Mbaïki